# Canton de Fougères-Sud
Le canton de Fougères-Sud est une ancienne division administrative française, située dans le département d'Ille-et-Vilaine et la région Bretagne.

## Composition

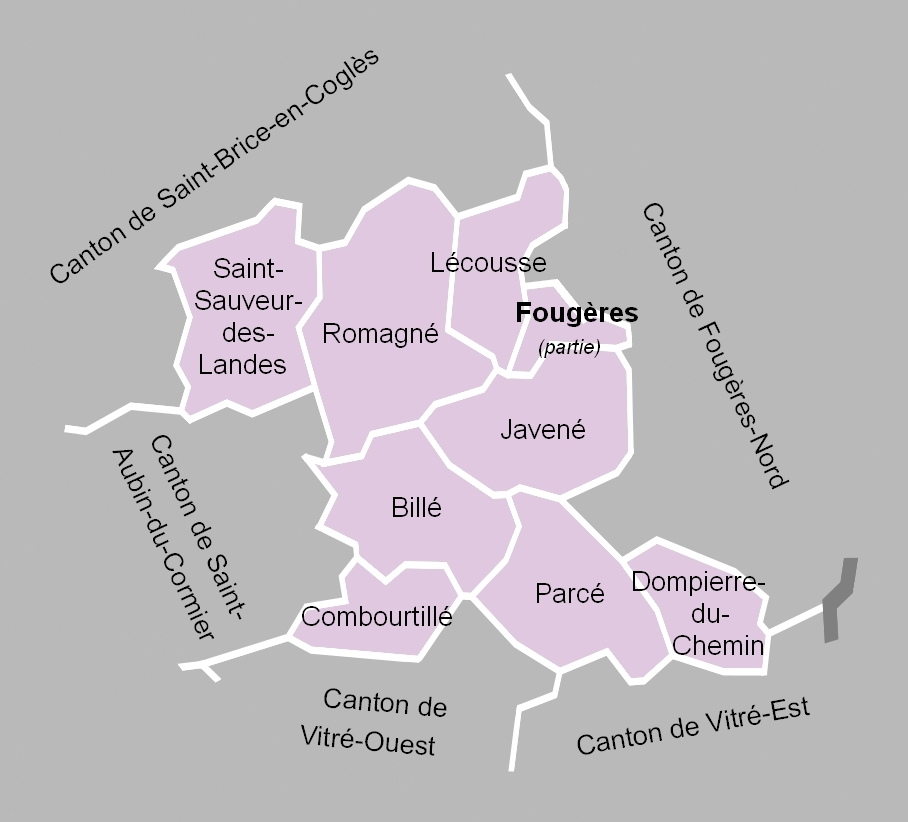
La carte des communes du canton. Les cantons limitrophes étaient ceux de Saint-Brice-en-Coglès, de Fougères-Nord, de Vitré-Est, de Vitré-Ouest et de Saint-Aubin-du-Cormier.

Le canton de Fougères-Sud comptait 19 008 habitants en 2012 (population municipale) et groupait neuf communes, dont une partie de Fougères :
- Billé ;
- Combourtillé ;
- Dompierre-du-Chemin ;
- Fougères ;
- Javené ;
- Lécousse ;
- Parcé ;
- Romagné ;
- Saint-Sauveur-des-Landes.

La partie de Fougères comprise dans ce canton était au sud de la rue Jacques-Faucheux (ouest), de la rue de la Pinterie, à l'ouest de la rue du Tribunal, du boulevard Jean-Jaurès, de la rue de Sévigné, de la rue des Docteurs Bertin et au sud du boulevard Michel-Cointat.
À la suite du redécoupage des cantons pour 2015, Fougères est à nouveau réparti entre deux cantons (Fougères-1 et Fougères-2). Les autres communes sont toutes rattachées au canton de Fougères-2.
Contrairement à beaucoup d'autres cantons, le canton de Fougères-Sud n'incluait aucune commune supprimée depuis la création des communes sous la Révolution.

## Histoire
De 1833 à 1848, les cantons de Saint-Aubin-du-Cormier et de Fougères-Sud avaient le même conseiller général. Le nombre de conseillers généraux était limité à trente par département.

## Représentation

### conseillers généraux de 1833 à 2015
| Période | Période      | Identité                                             | Étiquette           | Qualité |
| ------- | ------------ | ---------------------------------------------------- | ------------------- | --- |
| 1833    | 1836         | Henri-Mathurin Devalloys                             |                     | Ancien sous-intendant militaire |
| 1836    | 1844         | Joseph Marie Lemoine de la Giraudais (1778-1848)     |                     | Avocat à Fougères, puis conseiller à la Cour royale de Rennes                                                                            |
| 1844    | 1848         | Charles Tréhu de Monthierry                          | Opposition libérale | Avocat à Fougères, député (1835-1848) |
| 1848    | 1852         | Louis Jean Pierre Léziart de la Villorée (1810-1871) |                     | Ancien sous-préfet, propriétaire à Fougères                                                                                              |
| 1852    | 1864         | Léon Maupillé                                        |                     | Propriétaire, conseiller municipal de Fougères                                                                                           |
| 1864    | 1874         | Baron Charles Debordes de Chalandrey                 | Bonapartiste        | Maire de Fougères (vers 1864) |
| 1874    | 1898         | Honoré Bertin                                        | Droite              | Propriétaire, maire de Fougères |
| 1898    | 1919 (décès) | Jean Bouessel-Dubourg                                | Conservateur        | Avocat, maire de Lécousse |
| 1919    | 1924 (décès) | Comte René de La Guerrande (1856-1924)               | Conservateur        | Propriétaire et maire de Dompierre-du-Chemin                                                                                             |
| 1924    | 1940         | Étienne Le Poullen                                   | FR-URD              | Député d'Ille-et-Vilaine (1933-1940), maire de Dompierre-du-Chemin (1919-1940) Nommé conseiller départemental en 1943                    |
|         |              |                                                      |                     | |
| 1945    | 1961         | Joseph Morel                                         | DVD                 | Agriculteur, maire de Javené, ancien conseiller d'arrondissement                                                                         |
| 1961    | 1985         | Jean Le Lann                                         | CD > UDF-CDS        | Vétérinaire à Fougères, député d'Ille-et-Vilaine (1962 - 1967)                                                                           |
| 1985    | 2004         | Philippe Nogrix                                      | UDF                 | Cadre de direction, sénateur d'Ille-et-Vilaine (1998 - 2008), adjoint au maire de Fougères                                               |
| 2004    | 2015         | Thierry Benoit                                       | UDF > AC > UDI      | Représentant de commerce, député d'Ille-et-Vilaine (depuis 2007), adjoint au maire de Lécousse, élu en 2015 dans le canton de Fougères-1 |

Le canton participe à l'élection du député de la sixième circonscription d'Ille-et-Vilaine.

### Conseillers d'arrondissement (de 1833 à 1940)
Le canton de Fougères Sud avait deux conseillers d'arrondissement de 1880 à 1907.
| Période                                  | Période      | Identité                        | Étiquette                | Qualité |
| ---------------------------------------- | ------------ | ------------------------------- | ------------------------ | --- |
| 1833                                     | 1839         | Ferdinand François Malherbe     |                          | Avocat, maire de Fougères                                                                                   |
| 1839                                     | 1845         | M. Mouton                       |                          | Propriétaire à Fougères                                                                                     |
| 1845                                     | 1848         | Paul Couyer de La Chesnardière  |                          | Docteur en droit, adjoint au maire de Fougères                                                              |
|                                          |              |                                 |                          | |
| ?                                        | ?            | Louis Durand de La Béduaudière  |                          | Avocat |
|                                          |              |                                 |                          | |
| 1883                                     |              | Joseph Delatouche (1827-1901)   | Républicain conservateur | Docteur-médecin à Fougères                                                                                  |
| 1883                                     |              | Alfred Bazillon                 | Républicain progressiste | Député (1898-1902), maire de Fougères (1893-1902), propriétaire                                             |
|                                          |              |                                 |                          | |
| 1907                                     | 1919         | Comte René de La Guerrande      | Conservateur             | Propriétaire, maire de Dompierre-du-Chemin                                                                  |
| 1919                                     | 1931         | Paul Alphonse Denis (1848-1934) | Libéral                  | Médecin à Fougères                                                                                          |
| 1919                                     | 1925         | M. Le Pays du Teilleul          | Libéral                  | Propriétaire à Fougères                                                                                     |
| 1925                                     | 1931         | M. Denis                        | Conservateur             | Médecin |
| 1931                                     | 1935 (décès) | Louis Langlais                  |                          | Agent d'assurances, propriétaire à Fougères                                                                 |
| 23 Juin 1935                             | 1940         | Joseph Morel                    | Droite                   | Agriculteur, maire de Javené                                                                                |
| 1940                                     |              |                                 |                          | Les conseils d'arrondissement ont été suspendus par la loi du 12 octobre 1940 et n'ont jamais été réactivés |
| Les données manquantes sont à compléter. |              |                                 |                          | |

## Démographie
| 1962 | 1968 | 1975 | 1982 | 1990   | 1999   | 2006   | 2011   | 2012   |
| ---- | ---- | ---- | ---- | ------ | ------ | ------ | ------ | ------ |
| -    | -    | -    | -    | 16 892 | 17 034 | 18 149 | 18 743 | 19 008 |